# Lonely Boy
Lonely Boy — песня американской рок-группы The Black Keys с их 7-го студийного альбома El Camino, вышедшая отдельным синглом 26 октября 2011 года. Песня получила две премии Грэмми в категориях Лучшая рок-песня и Лучшее рок исполнение на церемонии 10 февраля 2013 года, где она была также номинирована и на Лучшую запись года.

## История
Песня получила положительные отзывы музыкальных критиков из The Daily Telegraph, Pitchfork Media, The Observer. В обзоре журнала Rolling Stone песня получила 4 из 5 баллов.
Сингл с песней возглавил несколько рок-чартов в США и Канаде, включая US Alternative Songs (Billboard) и US Rock Songs (Billboard).

## Список композиций
Слова и музыка всех песен — Дэн Ауэрбах, Патрик Карни и Брайан Бёртон.
| №  | Название         | Длительность |
| -- | ---------------- | ------------ |
| 1. | «Lonely Boy»     | 3:13         |
| 2. | «Run Right Back» | 3:17         |

## Участники записи
- Дэн Ауэрбах — вокал, гитара
- Патрик Карни — ударные, перкуссия
- Брайан Бёртон — бас-гитара, клавишные

приглашённые участницы
- Лиса Ханс (Leisa Hans) — бэк-вокал
- Хизер Ригдон (Heather Rigdon) — бэк-вокал
- Эшли Уилкоксон (Ashley Wilcoxson) — бэк-вокал

## Чарты
| Чарт (2011)                                      | Высшая позиция |
| ------------------------------------------------ | -------------- |
| Бельгия/Фландрия (Ultratop 50)                   | 13             |
| Бельгия/Валлония (Ultratip Bubbling Under)       | 4              |
| Canada (Canadian Hot 100)                        | 33             |
| Canada Alternative Rock (America's Music Charts) | 1              |
| Croatia (Airplay Radio Chart)                    | 1              |
| Нидерланды (Single Top 100)                      | 80             |
| US Billboard Hot 100                             | 64             |
| US Alternative Songs (Billboard)                 | 1              |
| US Rock Songs (Billboard)                        | 1              |
| UK Singles (The Official Charts Company)         | 80             |
| Чарт (2012)                                      | Высшая позиция |
| Австралия (ARIA)                                 | 2              |
| Canada Active Rock (America's Music Charts)      | 1              |
| Франция (SNEP)                                   | 33             |
| Ирландия (IRMA)                                  | 44             |
| Новая Зеландия (Recorded Music NZ)               | 7              |

| Чарт (2012)          | Высшая позиция |
| -------------------- | -------------- |
| US Rock Songs        | 1              |
| US Alternative Songs | 7              |